# Labergement-lès-Seurre
Labergement-lès-Seurre is een gemeente in het Franse departement Côte-d'Or (regio Bourgogne-Franche-Comté) en telt 795 inwoners (1999). De plaats maakt deel uit van het arrondissement Beaune.

## Geografie
De oppervlakte van Labergement-lès-Seurre bedraagt 29,1 km², de bevolkingsdichtheid is 27,3 inwoners per km².
De onderstaande kaart toont de ligging van Labergement-lès-Seurre met de belangrijkste infrastructuur en aangrenzende gemeenten.

## Demografie
Onderstaande figuur toont het verloop van het inwonertal (bron: INSEE-tellingen).